# La Dame en noir (bande dessinée)
Pour les articles homonymes, voir La Dame en noir.
La Dame en noir ou De zwarte madam en néerlandais est le cinquième album de bande dessinée de la série Bob et Bobette. Il porte le numéro 140 de la série actuelle.
Il a été écrit et dessiné par Willy Vandersteen et publié dans De Nieuwe Standaard et Het Nieuwsblad du 13 février 1947 au 1er juillet 1947.

## Personnages principaux
- Bobette
- Bob
- Lambique
- Sidonie
- La Dame en noir
- Escavèche
- La Famine

## Personnages secondaires
- Robert Antigone
- Ziré
- Marie-Angèle et Yolande (cette dernière n'est citée que dans la version originale)
- Policier anversois
- Commissaire de police

## Lieux
- Maison de Sidonie
- Anvers, dont le Steen, la Cathédrale, la Grand-Place
- Courtrai, dont le Beffroi, la Grand-Place
- Gand
- Le Château Bouvigne, à Ginneken
- Institutnational de radiodiffusion de Bruxelles, appelé dans l'album à l'époque "Palais du disque"
- Canal Albert
- Zoo d'Anvers
- Bruxelles
- Banque Nationale de Belgique
- Grand-Place de Bruxelles

## L'histoire
Des événements étranges se produisent dans la maison de Sidonie : de l’eau jaillit des tuyaux de gaz et du téléphone tandis que de l'encre coule du robinet. Lambique inspecte les tuyaux et se fait électrocuté en touchant simplement les arrivées d'eau. Après cet incident, il se rend dans un café, agacé. Sur le chemin du retour, il aperçoit un balayeur ramassant de l’or dans la rue. Un chat noir mystérieux le suit. De retour chez tante Sidonie avec des blocs d’or, Lambique trouve le chat noir à la porte. Cet animal, capable de parler, devient gigantesque. Sur son invitation, Lambique se rend de nuit au Steen. Bob et Bobette, le suivant discrètement, sont enfermés par Lambique par inadvertance dans une cabine téléphonique. À minuit, le chat se transforme, et Lambique rencontre la Dame en Noire ainsi que Escavèche et La Famine.
Bob et Bobette parviennent à s’échapper de la cabine téléphonique et assistent à un curieux événement : un homme jette ses billets de banque à la poubelle. La radio annonce que l’or de la Banque Nationale de Belgique a disparu, et des phénomènes mystérieux se multiplient à travers le pays. Lambique revient chez tante Sidonie et démontre qu’il peut déplacer une chaise grâce à un sortilège magique, sans révéler où il a appris ce pouvoir. Une note de la Dame Noire l’invite à Courtrai. Bob et Bobette découvrent cette note et le suivent. Lambique, à Courtrai, revoit Escavèche et La Famine qui l’informent de leur plan visant à redresser la tour du Beffroi, sans savoir qu’ils y ont placé de la dynamite. Bob et Bobette libèrent Lambique après qu’il ait été arrêté, mais en chemin, ils tombent de sa moto et sont remplacés par La Famine. Lambique est une fois de plus arrêté, mais les enfants parviennent à le libérer à nouveau.
Lambique, croyant que les fantômes souhaitent reconstruire la Belgique par magie, est poursuivi par la Dame en Noire, qui le considère désormais comme un traître. Elle ne réussit cependant qu’à lui arracher sa veste, et la bombe dissimulée dans sa poche explose. Les amis apprennent par le journal qu’une statue de Rubens a disparu à Anvers, qu’un tramway a contourné le Beffroi de Bruges pendant une heure en volant et qu’un nœud a été noué dans la Colonne du Congrès à Bruxelles. Bob et Bobette conduisent Lambique aux Pays-Bas, où les fantômes disparaissent à six heures. Cependant, au château Bouvigne près de Breda, ils se rendent compte qu’ils ne sont pas en sécurité. De retour en Belgique, un nuage met en déroute le chat noir. Mais la nuit, les fantômes capturent Lambique et tante Sidonie. Bobette parvient à enfermer le chat noir dans un bocal, tandis que Lambique est emmené dans les caves du Steen. La Dame en Noire utilise une boule de cristal pour envoûter Lambique, mais Bob et Bobette réussissent à déjouer son plan.
Un nuage informe Lambique qu’il doit se joindre à Bob et Bobette. Ensemble, ils se déguisent et retournent au Steen, où ils sont vite démasqués. La Dame en Noire tente de les exécuter, forçant Sidonie à les surveiller. Mais en frappant les enfants, c’est elle-même qu’elle élimine, permettant aux amis de vaincre les fantômes. Toutefois, le chat noir s’échappe de son bocal et neutralise Lambique. La situation s’aggrave lorsqu’un message radio accuse Lambique d’avoir volé l’or, appelant à sa mort pour rétablir la paix. Pris pour cible, Lambique est capturé par la foule, attaché à un lampadaire, mais parvient à s’échapper grâce à un sortilège. Tante Sidonie décide de déguiser Lambique en singe pour le cacher au zoo.
Bob et Bobette suivent les fantômes jusqu’à la rivière, mais ils sont jetés à l’eau. Heureusement, le nuage avance les aiguilles de l’horloge de la cathédrale, ce qui fait disparaître les fantômes, et il sauve les enfants. Le nuage leur conseille de se préparer pour le "parlement des fantômes". Plus tard, ils découvrent que les boîtes de corned-beef sur la péniche de la Dame en Noir contiennent en réalité l'or volé. Ensemble, ils retournent à Bruxelles pour restituer l’or à la Banque Nationale.

## Autour de l'album
- Pour les antagonistes du récit, Willy Vandersteen s'est inspiré de deux figures du folklore flamand : le géant La Famine, Lange Wapper dans la version originale en néerlandais, et l'esprit aquatique originaire de Termonde Escavèche, Kludde en version originale. La Dame en Noire n'est en revanche non issue d'une figure folklorique mais un personnage entièrement original.
- La Famine, Escavèche et la Dame en Noire reviennent dans d'autres albums tels qu'Amphoris d'Amphoria, Le conteur disparu et Anvers et contre tout.
- Cette histoire n'a pas été redessinée lors de sa réédition dans la série rouge actuelle, contrairement à la plupart des autres histoires apparues initialement dans la série non colorée et publiées dans la presse.

## Éditions
- De zwarte madam, Standaart, 1949 : Édition originale en néerlandais
- La Dame en noir, Erasme, 1973 : Édition française comme numéro 140 de la série actuelle en couleurs.